# Борчанское сельское поселение (Омская область)
Борчанское сельское поселение — сельское поселение в Кормиловском районе Омской области.
Административный центр — село Борки.

## Административное деление
В состав поселения входят 4 населённых пункта:
- с. Борки
- д. Еремино
- д. Корниловка
- д. Новая Деревня

## Население
| 2010  | 2011  | 2012  | 2013  | 2014  | 2015  | 2016  |
| ----- | ----- | ----- | ----- | ----- | ----- | ----- |
| 1250  | ↗1251 | ↘1219 | ↘1158 | ↘1102 | ↗1108 | ↗1110 |
| 2017  | 2018  | 2019  | 2020  | 2021  | 2023  |       |
| ↗1113 | ↘1110 | ↘1107 | ↘1091 | ↘889  | →889  |       |